# Cinéma hondurien

Un clap aux couleurs du drapeau hondurien.

Le cinéma hondurien est produit et réalisé dans la République du Honduras en Amérique centrale. Il s'est développé historiquement depuis le milieu du XXe siècle grâce à des moyens privés et indépendants. Le premier film hondurien produit par un cinéaste professionnel hondurien est le court métrage expérimental Mi amigo Ángel (1962), du cinéaste Sami Kafati.

## Histoire

### Antécédents
Parmi les anecdotes du cinéma hondurien figure la participation d'Eduardo Zamacois (es) à La primera aventura cinematográfica, dont une dizaine de minutes ont été retrouvées : « En quelques mois, le film fut terminé (...). Eduardo Zamacois et le film quittèrent Valence (à bord du Montevideo) pour l'île de Porto Rico le 11 décembre 1916, près d'un an après la conception du projet (...) : Zamacois parle également peu de sa visite au Honduras. Ses commentaires sont d'ordre politique et social et se résument à cette phrase : « Le Honduras m'a fait la même impression que le Guatemala et le Salvador, et que le Nicaragua, et aussi, bien que dans une moindre mesure, le Costa Rica. Ces pays, où l'agriculture, l'industrie et le commerce sont rudimentaires, vivaient leur Moyen-Âge... ». Nous savons également qu'à son arrivée dans la capitale, Tegucigalpa, il a été accueilli par le jeune poète Rafael Heliodoro Valle (es) et le « vétéran de la comédie espagnole Don Pedro Vázquez ». (...) ».

### Débuts du cinéma hondurien

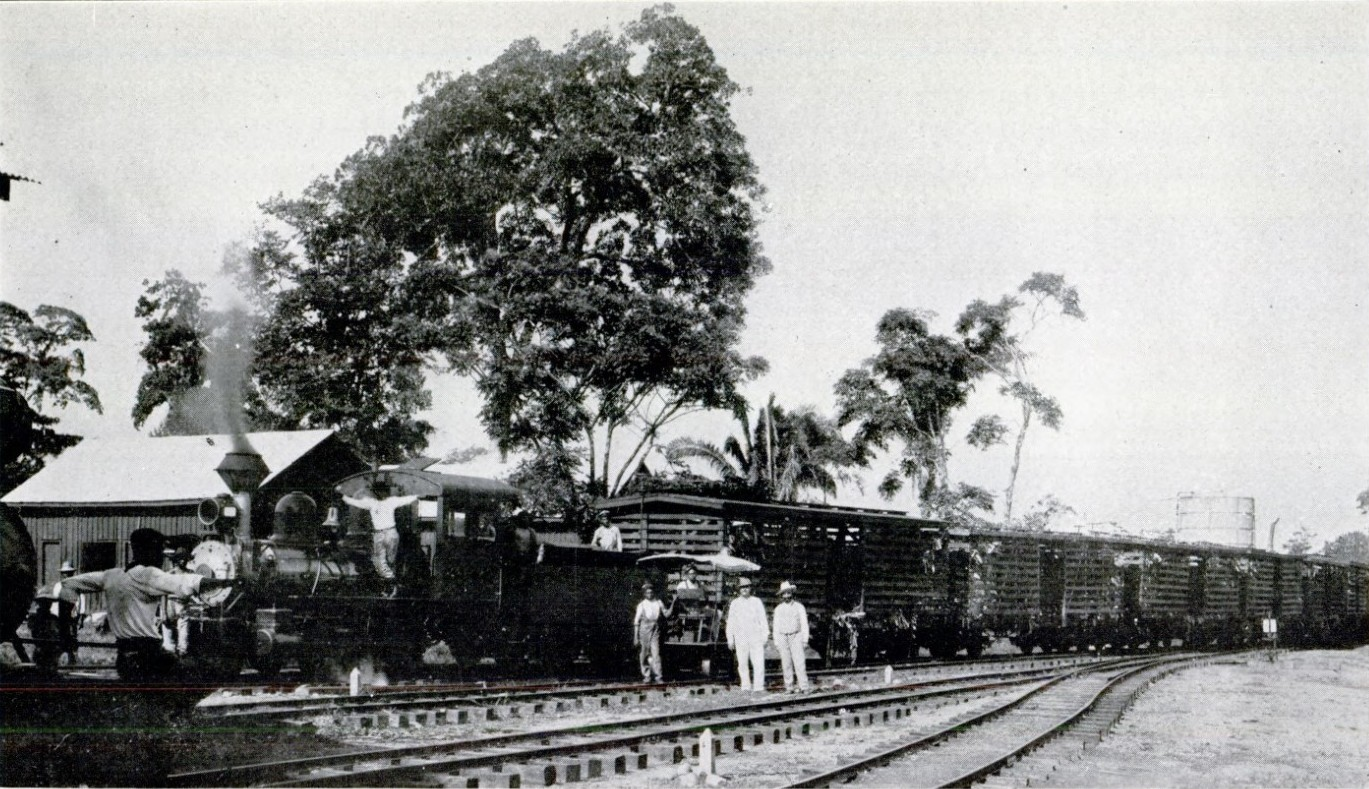
On sait qu'à l'époque des compagnies bananières, des étrangers ont filmé le pays.

Au début du XXe siècle, dans un rapport sur le cinéma en Amérique centrale, il est indiqué qu'il y a plus de 10 millions d'habitants au total et qu'ils ne possèdent que 350 cinématographes 35 mm et 16 mm et qu'ils donnent des projections quotidiennes de manière frénétique. De nombreux cinémas du Honduras appartiennent à la United Fruit Company.
En 1937, sous le gouvernement du général Tiburcio Carías Andino, une équipe mexicaine est engagée et tourne le film Honduras, réalisé par José Bohr et le cadreur Raúl Martínez Solares. La première du film a eu lieu quelques mois plus tard et les journaux ont rapporté que quelque 25 000 personnes avaient assisté à la projection. Leo Aníbal Rubens, un Argentin vivant au Mexique, a réalisé des reportages journalistiques en 35 mm, noir et blanc, pour le gouvernement du général Tiburcio Carías dans les années 1940, qui ont été projetés dans des salles commerciales. Rubens a également filmé, à la demande du gouvernement, un congrès d'archéologie qui s'est tenu à Copán et le transfert du pouvoir en 1949, ainsi qu'une œuvre dans laquelle apparaît la figure du poète Rafael Heliodoro Valle lorsqu'il arrive dans la ville de Toncontín. Dans les années 1950, le Hondurien Jorge Asfura réalise des reportages sur les travaux publics et les actes gouvernementaux, en 16 mm et en noir et blanc. Cependant, le cinéma dans le pays a connu ses véritables débuts en 1962, le premier cinéaste hondurien étant Sami Kafati, qui a étudié la cinématographie à Rome dans les années 1960. Son premier film est le moyen métrage expérimental et néoréaliste Mi amigo Ángel, produit en 1962, le premier film de fiction produit au Honduras.
Cette première génération de cinéastes a été complétée par Fosi Bendeck, qui a réalisé le long métrage El reyecito ou El mero mero, un film de fiction fortement influencé par le surréalisme. Les deux cinéastes ont également réalisé des documentaires, principalement à des fins institutionnelles et/ou commerciales. Leurs productions personnelles ont pour la plupart été autofinancées.
Sami Kafati a complété son travail par la production de spots publicitaires. Tout au long de sa carrière, il a acquis une série d'équipements de production cinématographique de haute qualité qui ne lui ont malheureusement permis de travailler que sur deux longs métrages : Utopia, réalisé par le cinéaste chilien Raoul Ruiz, et le film Les Terres de l'ogre, qu'il n'a malheureusement pas réussi à terminer de son vivant, mais qui a été monté et achevé après sa mort. Ce dernier a été présenté à Cannes, en France, à la Quinzaine des réalisateurs, un festival simultané mais non compétitif, indépendant du Festival de Cannes.
Dans les années 1970, les cinéastes Mario López et Vilma Martínez, qui avaient étudié en Argentine, sont revenus au Honduras. Le Français René Pauck, qui a réalisé avec Mario López plusieurs des documentaires les plus emblématiques de l'époque, arrive également au Honduras, au sein du département cinématographique du secrétariat à la culture, au tourisme et à l'information, sous l'administration présidentielle du général Juan Alberto Melgar Castro. Le documentaire Ritos y magia, sur les rituels traditionnels du peuple Lenca et de l'ethnie Garífuna, date de cette période.
Mario López a produit et réalisé avec René Pauck le documentaire Maíz, copal y candela. Dans les années 1990, Mario López a réalisé le documentaire Doña ticha, sur un chef de prière traditionnel du peuple Lenca. René Pauck réalisera le documentaire El tata lempira sur la cérémonie traditionnelle des Guancasco dans l'ouest du Honduras et, dans la première décennie du XXIe siècle, il produira le documentaire du réalisateur Gerardo Aguilar Cusuna, lugar del pez dormilón (litt. « Cusuna, lieu du poisson endormi »).
Dans les années 1970, quelques longs métrages de télévision ont été produits dans le pays (Francisco Morazan et La pasión de Cristo) par un groupe appelé « Teatro de los Diez », composé principalement d'annonceurs radio qui travaillaient pour la Radio Nacional de Honduras.
En 1989, Javier Suazo Mejía a produit et réalisé La hora muerta, un film noir avec Patricia Ramírez et Jackie Overton.

### XXIesiècle

Le film ', réalisé en 2012 par Juan Carlos Fanconi, a réussi à capter l'attention du public national car son histoire comporte plusieurs éléments de suspense et de science-fiction.

Dans les années 1990, plusieurs diplômés de l'Escuela Internacional de Cine y Televisión, un projet promu par la Fondation du nouveau cinéma latino-américain, sont arrivés dans le pays. Ces jeunes ont entamé une nouvelle étape dans la production audiovisuelle et cette génération a réalisé les productions suivantes ;
- Hispano Durón réalisera le long métrage Anita, la cazadora de insectos (es)[8] et produira également le clip vidéo En mi país de l'auteur-compositeur-interprète Guillermo Anderson, ainsi que le long métrage Alto riesgo réalisé par René Pauck.

- Francisco Andino réalisera le court métrage Voz de ángel[9].

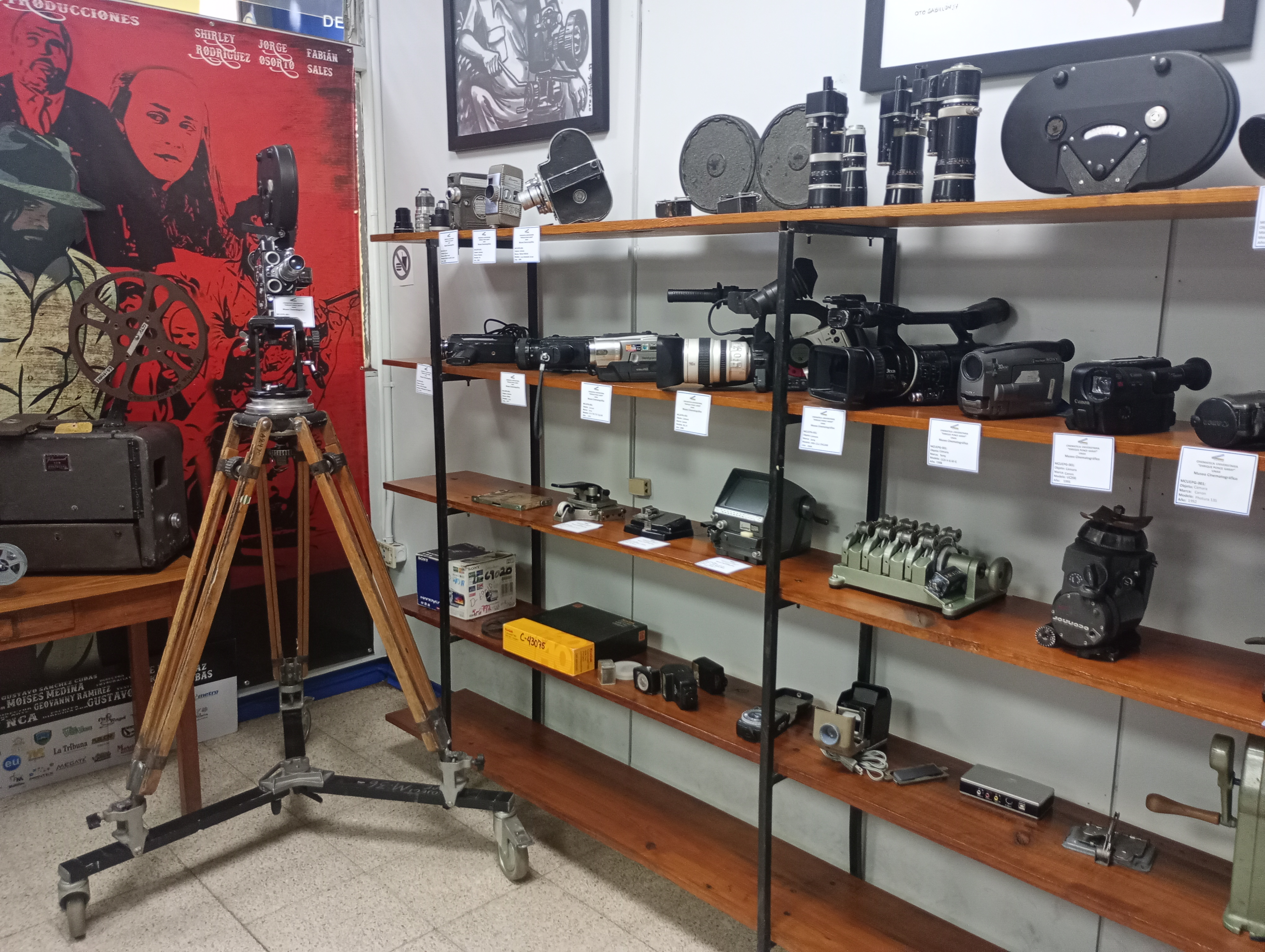
Musée de la cinémathèque nationale.

- Nolbam Medrano a réalisé le clip vidéo No hablés más du groupe A.D.N., le premier au Honduras à être diffusé sur MTV.

- Au début du XXIe siècle, Juan Carlos Fanconi (es) a réalisé Almas de la Medianoche (es)[10], le premier film hondurien à être exploité pendant plus de six semaines, ouvrant ainsi la voie dans les cinémas commerciaux du pays aux réalisateurs ultérieurs de longs métrages de fiction.

À partir de 2007, la production cinématographique s'est intensifiée avec les longs métrages suivants :
- Amor y frijoles (litt. « Amour et haricots ») de Hernán Pereira et Matew Kodath
- Unos pocos con valor (en) de Douglas Martin et Ismael Bevilacqua, produit par Marisol Santos[11]

Au cours des premières années de la décennie 2010, la production cinématographique a gagné en qualité et en expérience. Les longs métrages suivants ont été produits :
- No amanece igual para todos de Manuel Villa, Ramón Hernández et Francisco Andino
- Toque de queda de Javier Suazo Mejía (es)
- El Xendra (es) de Juan Carlos Fanconi (es)
- ¿Quién paga la cuenta? (es) de Benjamín López[12]

La production de courts métrages a connu une véritable explosion, avec au moins cinquante courts métrages de tous genres en 2013, avec des jeunes cinéastes comme Ángel Maldonado, César Hernández, Angel Funes et Alejandro Oseguera.
Dans le genre documentaire, les films suivants se distinguent dans le contexte social :
- El porvenir d'Óscar Estrada (es)
- Quien dijo miedo de Katia Lara Pineda (es)
- La voz de las víctimas (litt. « La voix des victimes ») de Gerardo Aguilar (es)
- Narziso de Laura Bermúdez,
- ainsi que des documentaires historiques tels que Al compás del campanario d'Elizabeth Figueroa et Nolbam Medrano[13].
- Et des documentaires ethnographiques comme Tikin et Los hijos de Toman de Gerardo Aguilar.